# Le pecore non perdono il treno
Le pecore non perdono il treno (Las Ovejas no Pierden el Tren) è un film spagnolo del 2014, scritto e diretto da Álvaro Fernández Armero.

## Trama
Luisa e Alberto sono una coppia che è andata a vivere in campagna con il figlio. Alberto è uno scrittore e Luisa una stilista, ed entrambi non stanno vivendo i loro momenti migliori. Juan, fratello di Alberto, è un giornalista di 45 anni che esce con la giovane Natalia. Sara, sorella di Luisa, è invece una donna abituata ad uscire con molti uomini finché non incontra Paco, di cui si innamora.

## Produzione
Le riprese del film si sono svolte dal 5 febbraio al 5 aprile 2014, a Madrid e a Gran Canaria.

## Distribuzione
La première del film ha avuto luogo il 21 novembre 2014.
In Spagna, l'uscita nelle sale cinematografiche è stata il 30 gennaio 2015.

## Riconoscimenti (parziale)
- 2015 - Premios Goya
  - candidature (non nomination): miglior film, miglior regista, miglior sceneggiatura originale, miglior colonna sonora originale, miglior attore protagonista (Raúl Arévalo), miglior attrice protagonista (Inma Cuesta), miglior attore non protagonista (Alberto San Juan, Jorge Bosch, Miguel Rellán), miglior attrice non protagonista (Candela Peña, Kiti Mánver, Irene Escolar), miglior produzione, miglior fotografia, miglior montaggio, miglior scenografia, migliori costumi, miglior trucco e parrucco, miglior sonoro, migliori effetti visivi